# Camelotia borealis
Camelotia borealis (“de Camelot del norte”) es la única especie conocida del género extinto Camelotia de dinosaurio sauropodomorfo melanorosáurido, que vivió a finales del período Triásico, hace aproximadamente 209 millones de años, en el Rhaetiense, en lo que es hoy Europa.

## Descripción
Camelotia probablemente tenía un cuello corto que sostenía un cráneo bastante grande con ojos pequeños. Sus mandíbulas contenían muchos dientes de tamaño pequeño a mediano, dentados en forma de hoja. Sus manos y pies tenían cinco dígitos cada uno, Las manos en particular eran largas y estrechas, y llevaban una gran garra. Los miembros anteriores eran más largos que los miembros posteriores, en contraste con los saurópodos más derivados. En promedio, median 11 metros de largo, 4 metros alto, y pesaban 10 toneladas métricas . Los individuos más grandes tenían una longitud estimada de 12 metros.

## Descubrimiento e investigación
Sus restos se han encontrado en la piedra caliza de la Formación Westbury, perteneciente por  litoestratigráfica al grupo Pernath del bajo raetiano en Somerset, Inglaterra por W. Ashford-Sanford a finales del siglo XIX. Los fósiles tienen una edad de 208.5 a 201.3 millones de años, incluyen los especímenes BMNH R2870-R2874, R2876-R2878 entre los que se encuentra el holótipo, con vértebras, costillas y partes del pubis, isquión y extremidad posterior, que consiste en los huesos reportados en 1894. Galton los identificó como que pertenencian a un individuo. La especie tipo, C. borealis, fue descrito por primera vez por Galton en 1985 a partir de los restos de Avalonianus y Gresslyosaurus que fueron reasignados a Camelotia. Ashford-Sanford informó su descubrimiento en 1894 describiéndolo brevemente, pensó que se refería a un animal que parecía megalosáurido. Inicialmente en 1898 los dientes fueron revisados por Harry Govier Seeley, un paleontólogo británico, nombrando dos tipos, los cuales los dientes fueron el holotipo de Picrodon harveyi, al que se asigna las vértebras pequeñas y Avalonia sanfordi luego rebautizado en 
1965 por Oskar Kuhn Avalonianus, el cual Seeley asigna las vértebras grandes y las extremidades. Seeley todavía supone que era un depredador. El paleontólogo alemán Friedrich von Huene describe los huesos entre 1907 y 1908 y los describió como el prosauropodo Gresslyosaurus ingens. En 1998 Camelotia fue descrita por de nuevo por Galton. Este concluyó que los géneros dudosos Avalonianus y Picrodon eran Camelotia una taxón válido que no era idéntico a Plateosaurus. Añadió que un elemento anterior como sea posible peroné fue identificado bien podría ser un metatarso. En 1946 un fémur, el espécimen BRSMG Ca 9358, encontrado en 1846 por Alexander Thompson en acantilado Aust en la formación Westbury encontrado por David Meredith Seares Watson es asignado Avalonia. En 2005, Galton concluyó que la asignación era probablemente correcta. Por desgracia en noviembre de 1940, la copia fue destruida por el bombardeo de Bristol. Más fragmentos se han asignados a Avalonia, excepto Thecodontosaurus, la mayor parte del material encontrado de prosauropodo antes y después de 1908 en Inglaterra, pero de acuerdo con Galton sin fundamento suficiente.

### Etimología
El nombre taxonómico Camelotia deriva del castillo de Camelot del legendario Rey Arturo, que a veces se ha ubicado en Somerset. El sufijo "ia" significa "de Camelot". Debido a que la ubicación precisa de "castillo de Camelot" es desconocida, y debido a la exacta posición sistemática de Camelotia en un principio no estaba claro. A su vez se trata de una alusión humorística al nombre Avalonia, que a su vez deriva de Avalon, la isla donde Arturo sería enterrado según la leyenda. El nombre específico C. borealis "norte" y es una referencia al hecho de que Camelotia según Galton el único miembro conocido de melanorosauridae en el hemisferio norte.

## Clasificación
Los paleontólogos están divididos en qué familia deben asignarlo, generalmente se lo consideraba como un prosaurópodo, pero este grupo de dinosaurios primitivos está en constante cambio y otros lo incluyen dentro de los melanorosáuridos un grupo de saurópodos primitivos. De acuerdo con las actuales análisis filogenéticos Camelotia se coloca generalmente en la familia Melanorosauridae, cosa ya dicha por von Huene en 1929, en estrecha relación con Lessemsaurus y Melanorosaurus. Los miembros de Melanorosauridae vivieron durante el Triásico y comienzos del Jurásico en el sur de ÁfricaInglaterra, Argentina y posiblemente China. El nombre melanorosauridae fue utilizado por primera en 1929 vez por von Huene cuando tenía cuatro familias en el infraorder Prosauropoda dentro de Dinosauria, Anchisauridae, Plateosauridae , Thecodontosauridae y Melanorosauridae. Desde entonces, estas familias fueron objeto de muchas revisiones, como resultado, el tradicional infraorden "Prosauropoda" de von Heune es considerado obsoleta Parafiletico. En las recientes revisiones cladisticas se hizo evidente que Melanorosaurus se encuentra muy alto en el árbol mientras que Plateosauridae con Plateosaurus y Unaysaurus ocupan una posición mucho más baja y conteniendo los mismos taxones que Prosauropoda. Esto crea dos hipótesis distintas para la clasificación sistemática de Camelotia.
El fémur de Camelotia tiene características de ambos, tanto de prosaurópodo como saurópodos . El trocánter menor muestra características de Plateosauridae, "Prosauropoda". La presencia de un cuarto saliente del fémur es una característica de Sauropoda. En vista lateral, la parte distal ,  del fémur de Camelotia es derecha, que es una característica de Sauropoda. En Plateosauridae esta parte del muslo es ligeramente doblada, por lo que la clasificación filogenética de Camelotia a la familia Melanorosauridae es dudosa. Todavía no esta bastante claro si Camelotia es un gran Plateosauride o un saurópodo. Después de todo, no encaja perfectamente en el Plateosauridae ni en el infraorden Sauropoda porque comparte las características de ambos. Fenotípicamente se asemeja a Sauropoda porque tenía un tamaño grande, lo cual es característico de Sauropoda. La mayoría de Plateosauridae son mucho más pequeños que Camelotia. Basado en el tamaño corporal grande muchos paleontólogos ven a Camelotia también como un saurópodo. Otros creen que pertenece a la familia Plateosauridae y fue el precursor de Sauropoda. Camelotia por lo tanto puede considerarse como una transición entre Prosauropoda y Sauropoda. Tales formas de transición son una consecuencia lógica de la evolución. Un consenso sobre la posición filogenética de Camelotia sólo existe al nivel del suborden Sauropodomorpha.
En un artículo de 1998, Camelotia reescrito por el paleontólogo británico Peter Galton. En este artículo, reafirmó que el dinosaurio en realidad pertenece a la familia Melanorosauridae, debido al sorprendente trocánter menor de placa y porque el fémur es plano en la mitad de la diáfisis lateromediaal, al otro lado, más ancho que el diámetro del fémur medido delantera a la trasera. Otra característica compartida con Melanorosaurus es las falanges de anchas. Mientras que la morfología del trocánter menor indica afinidad  con Plateosauridae, la presencia de un cuarto trocanter en el fémur indica afinidad con Sauropoda. Mientras que el extremo del hueso del muslo en el lado de la rodilla en la vista lateral, muestra una curvatura en la dirección de la cola, que es una característica primitiva en Dinosauria, esto es parte del hueso del muslo en Camelotia. Esta es una característica típica de Sauropoda. Por estas razones, el paleontólogo estadounidense Gregory S. Paul sugiere que Camelotia es el saurópodo más basal que se conoce, y por lo tanto no pertenece a la familia Melanorosauridae. Un estudio muy reciente realizado por la Adam Yates mostró que Melanorosauridae fueron los primeros saurópodos.